# Huis van het Volk (Afghanistan)
Het Huis van het Volk (Wolesi Jirga) is volgens de grondwet van 2002 het lagerhuis of de Tweede Kamer van het parlement van de Islamitische Republiek Afghanistan, de Shoray-e-Milli (het hogerhuis of de Eerste Kamer wordt gevormd door de Meshrano Jirga).
Het telt 249 bij nationale verkiezingen gekozen afgevaardigden.
De leden worden per district gekozen voor een periode van vijf jaar. Minstens 64 afgevaardigden (twee van elke provincie) moet vrouw zijn; zij worden benoemd door de president die ook twee vertegenwoordigers benoemd voor de lichamelijk gehandicapten, en twee voor de bevolkingsgroep van de Kuchi-nomaden, een etnische minderheid. De eerste verkiezingen sinds vele jaren werden gehouden in september 2005, vier jaar na de val van het Taliban-regime na de buitenlandse interventie middels de operatie Enduring Freedom.